# Miranda do Douro
Miranda do Douro (mirandisch Miranda de l Douro) ist eine Gemeinde und Stadt des Distrikts Bragança im Nordosten von Portugal. Die Stadt liegt oberhalb des Flusses Douro, der hier die Grenze zwischen Spanien und Portugal bildet.

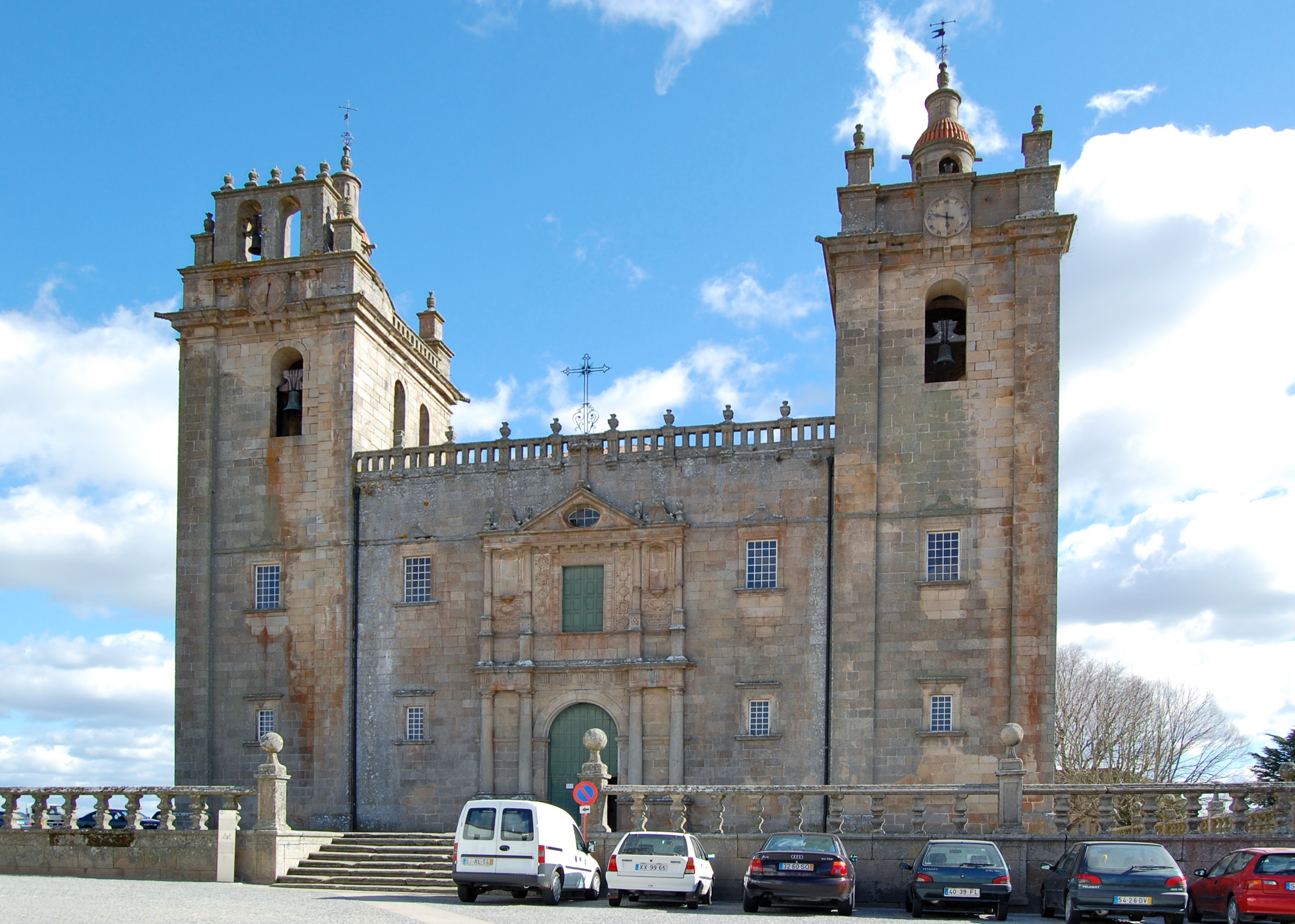
Konkathedrale Miranda

## Geschichte
Funde von Wallburgen belegen eine vorgeschichtliche Besiedlung mindestens seit der Castrokultur. Der Ort wurde im Zuge der einsetzenden Reconquista vermutlich 857 den Mauren abgenommen und erhielt 1136 erste Stadtrechte (Foral) durch den späteren König Portugals, D.Afonso Henriques, der Miranda zum Militärstützpunkt ausbaute. 1217 erhielt der Ort seine ersten portugiesischen Stadtrechte durch König Alfons II., der damit das Foral von 1136 bestätigte.

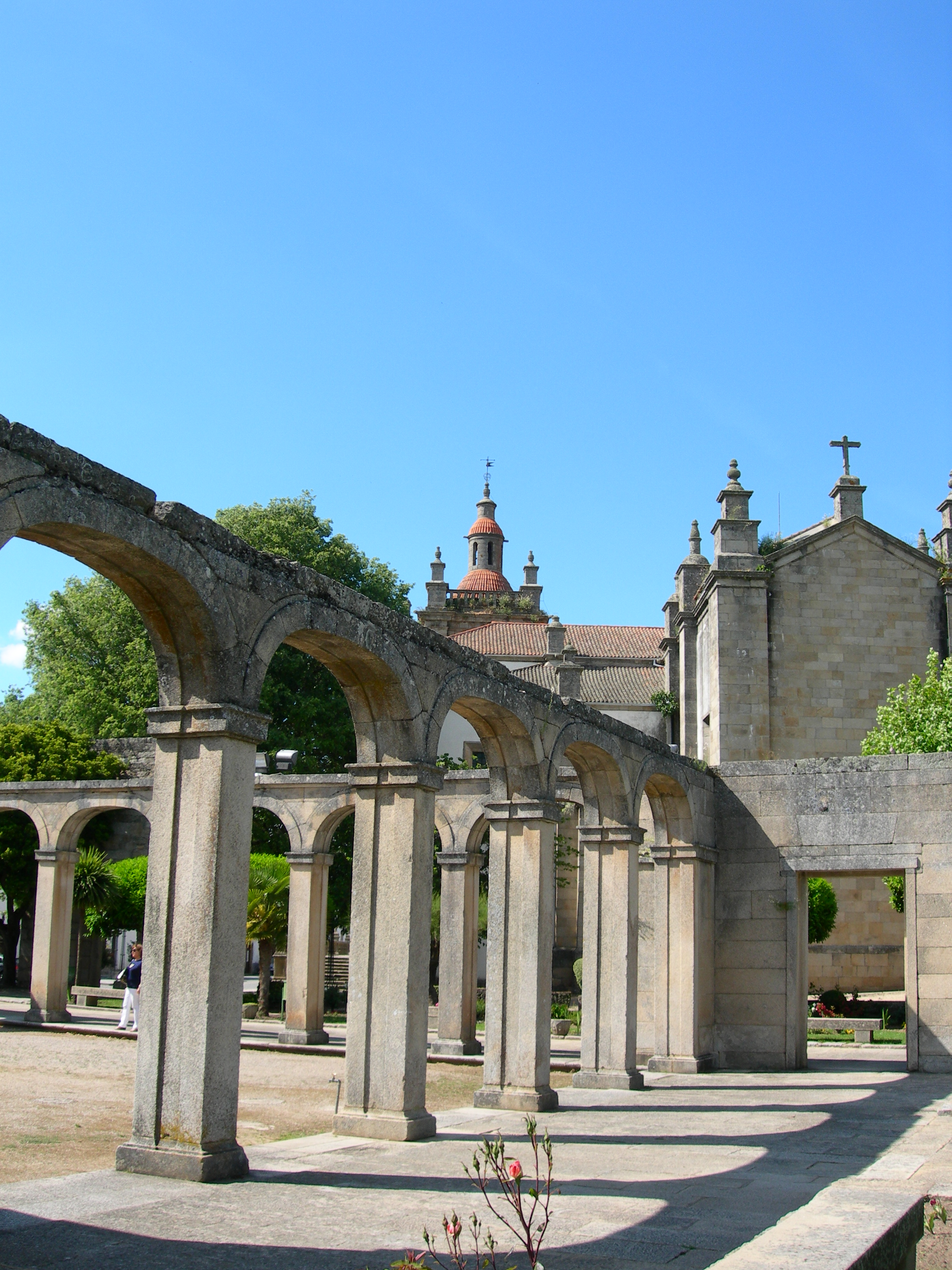
In den Ruinen des Bischofssitzes (port.: Paço Episcopal)

König D.Dinis ließ hier 1286 eine Burg anlegen und übertrug ihr den Status, den bisher die Burg von Algoso innehatte. Ab 1294 begann der Ausbau des Ortes Miranda do Douro zur Stadt, die fortan direkt der Krone unterstellt wurde. Dies stand im Zusammenhang mit den Verhandlungen über die definitive Grenzziehung, die 1297 im Vertrag von Alcañices festgelegt wurde: am 7. September 1297 gab D.Dinis dem Grenzort Miranda do Douro neue Stadtrechte, erhob ihn zur Vila, und unterstellte ihn direkt der Krone, und am 12. September wurde der Vertrag zwischen dem Königreich Portugal und dem Königreich Kastilien abgeschlossen.
Nachdem Miranda do Douro 1320 den Status einer Kleinstadt (Vila) erhalten hatte, erhob König D. João III. den Ort 1545 zur Stadt (Cidade). Am 10. Juli 1545 begannen die Arbeiten zur Errichtung der Kathedrale, um Miranda do Douro entsprechend der päpstlichen Bulle vom 22. Mai gleichen Jahres zum Bischofssitz zu machen.
1680 wurde der Bischofssitz nach Bragança verlegt. Im Verlauf des Siebenjährigen Krieges erlitt der Ort 1762 einige Zerstörungen, darunter die Burgtürme, und etwa 400 Bewohner des Ortes starben dabei. Die beschädigte Burg wurde in der Folge dem Verfall preisgegeben.
Mit der 1954 einsetzenden Errichtung der Staudämme von Picote und von Miranda erlebte die Kreisstadt einen relativen Aufschwung und wurde eine Handelsstadt, in der Besucher aus dem benachbarten Spanien insbesondere Textilien, Schuhe, Uhren und Schmuck erstanden.

## Kultur und Sehenswürdigkeiten

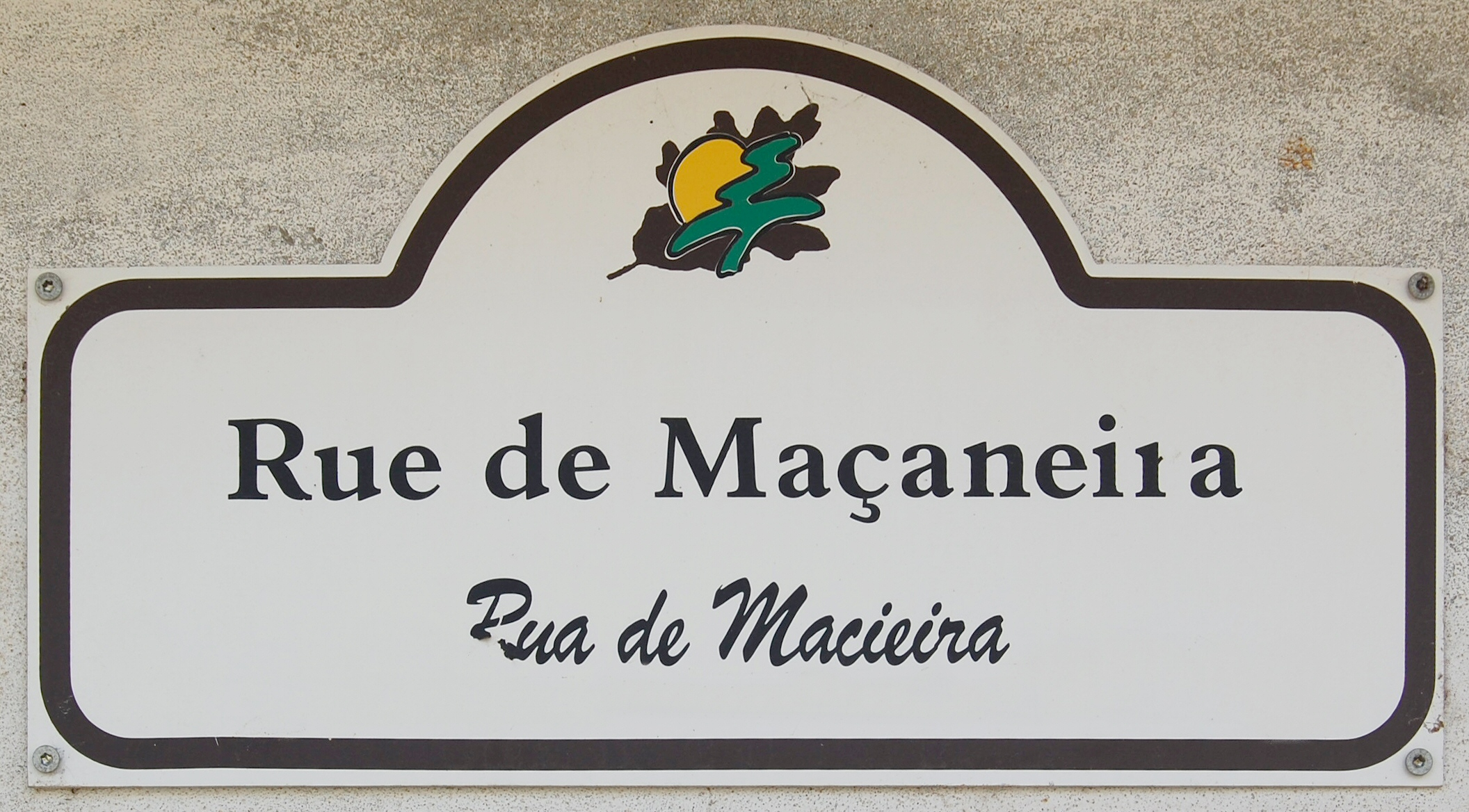
Zweisprachiges Straßenschild in Genísio bzw. Zenízio

In Dörfern außerhalb Mirandas hält sich die einzige Regionalsprache Portugals am Leben, das Mirandesisch. Sie ist als eigene Sprache anerkannt und wird gefördert. So ist etwa die Straßenbeschilderung in den Orten, in denen mirandesisch gesprochen wird, zweisprachig. Eine Reihe Bräuche und Traditionen keltischen Ursprungs haben sich hier ebenfalls erhalten, etwa der Stocktanz, der auf einen keltischen Schwertertanz zurückgeht, und der von drei Musikern und acht Tänzern in Trachten dargeboten wird, den Pauliteiros de Miranda. Wie das mirandesisch und eine Vielzahl von Legenden hat auch der Stocktanz, entgegen seinem Namen, seine Heimat nicht in Miranda selbst, sondern den umliegenden Dörfern. Dieser Umstand zeigt sich zum Beispiel im Festival Intercéltico de Sendim, das seit dem Jahr 2000 in der Gemeinde Sendim stattfindet.
Neben Ausgrabungen der Castrokultur sind auch die Ruinen der Burg (Castelo) zu sehen, ebenso das 1545 errichtete Aquädukt mit Brunnenanlage, verschiedene historische öffentliche Gebäude und Sakralbauten, darunter die ab 1578 erbaute manieristische Kirche Igreja da Misericórdia de Miranda do Douro, die u. a. barocke Altare aus vergoldetem Holzschnitz (Talha dourada) birgt.

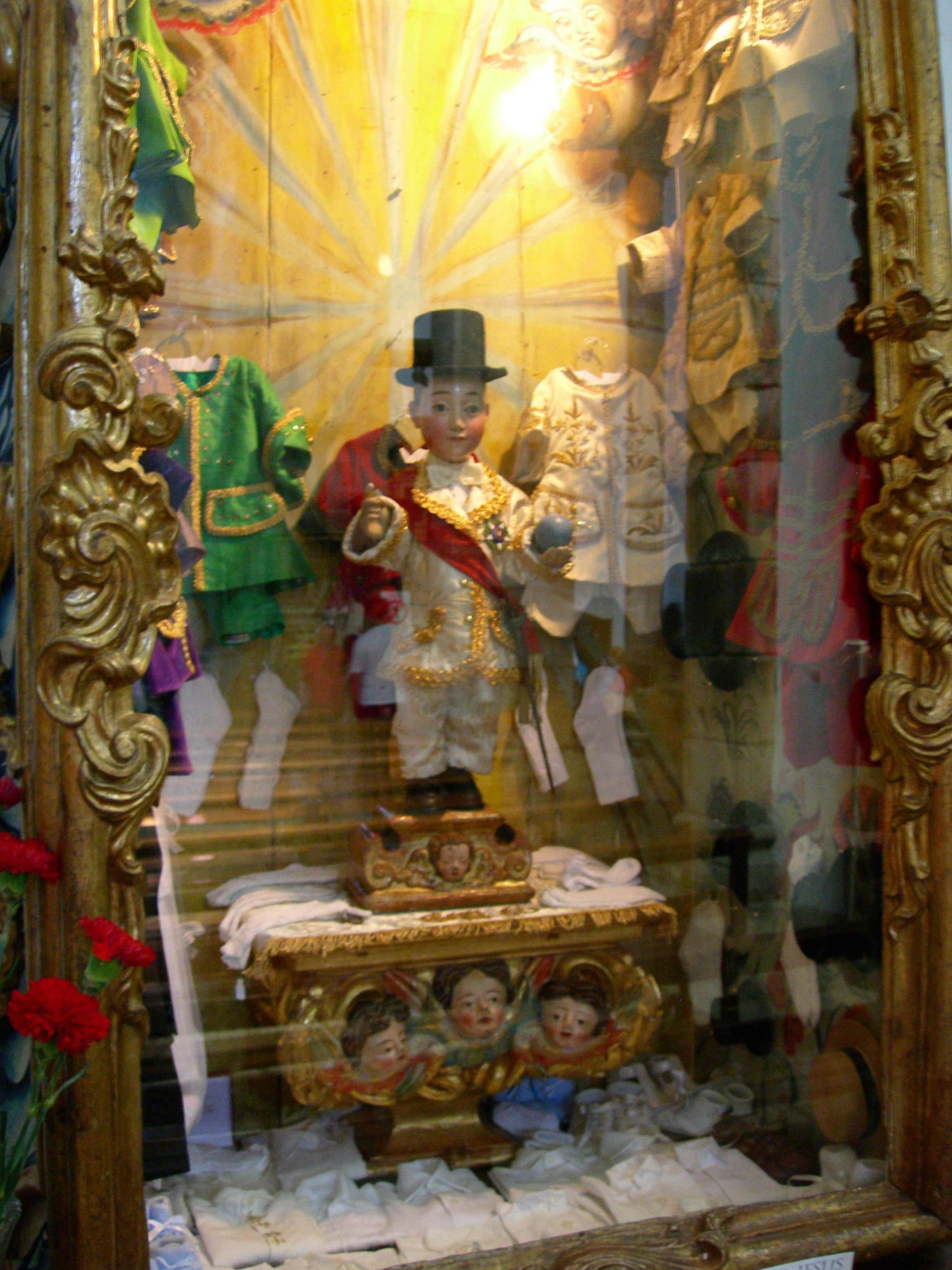
Die Figur des Menino Jesus da Cartolina

Miranda do Douro gehört zum Parque Natural do Douro Internacional, einem Naturpark entlang des grenzbestimmenden Abschnittes des Douro. Miranda sitzt am Durchbruch des Flusses durch ein hochgelegenes Felsmassiv, auf dem der Ort liegt und von wo man einen lohnenden Blick auf den tiefliegenden ungestümen Flussdurchbruch und die verschiedenfarbig schillernden Felswände hat. Daran anschließend beginnt der historische Ortskern mit seinen verkehrsberuhigten gepflasterten Gassen, die von wappenverzierten Häusern aus dem 15. und 16. Jahrhundert gekennzeichnet sind. In einem jener Häuser ist mit dem Museu da Terra de Miranda das Heimatmuseum untergebracht, das sich auch dem Mirandesisch widmet. Der Ortskern steht als Ganzes unter Denkmalschutz.

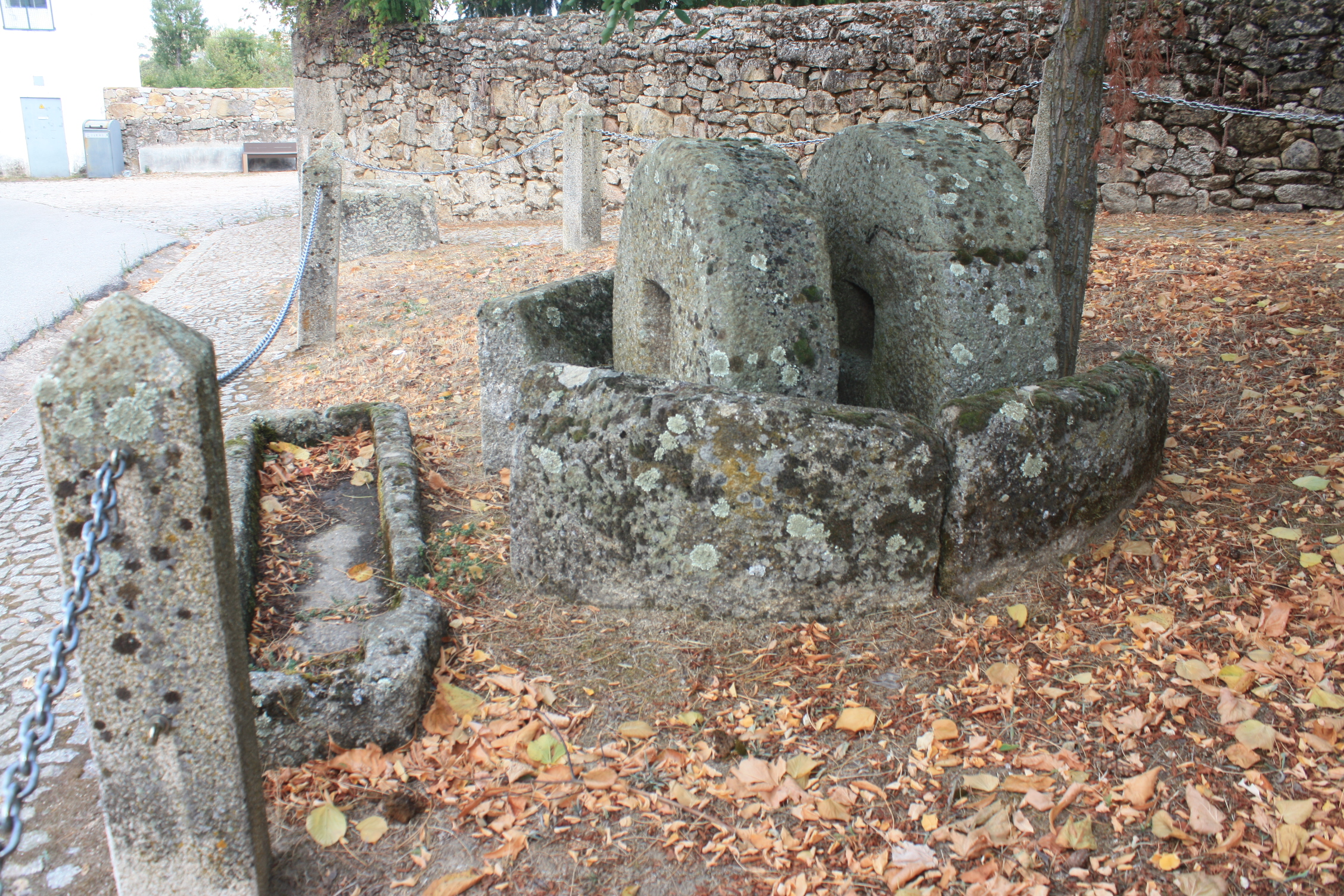
Apfelmühle auf dem Friedhof der Igreja de Vila Chã da Braciosa

Neben den Ruinen des alten Bischofssitzes, die heute von einer kleinen Parkanlage umgeben sind, steht die dreischiffige Kathedrale. In ihr wird das Jesuskind mit dem Zylinder (Portugiesisch: Menino Jesus da Cartolinha) ausgestellt und bei Prozessionen mitgeführt. Die mit verschiedenen historischen Kleidungsgarnituren ausgestattete Figur geht auf zwei parallele Legenden zurück, nach der Jesus als solcherart gekleideter Junge erschien und den nachlassenden Verteidigungswillen der gegen eine spanische Belagerung im Restaurationskrieg ausharrenden Bevölkerung neu entfachte und den Sieg ermöglichte. Die zweite Legende erzählt von einem hiesigen Edelmann, der in jenen Verteidigungskämpfen fiel. Um das Gedächtnis an ihren versprochenen Bräutigam aufrechtzuerhalten, versprach dessen designierte Braut, dem Ort eine Jesusfigur zu stiften, mit Kleidung wie die ihres Bräutigams, die dieser nach der Hochzeit zu tragen gedachte.

## Verwaltung

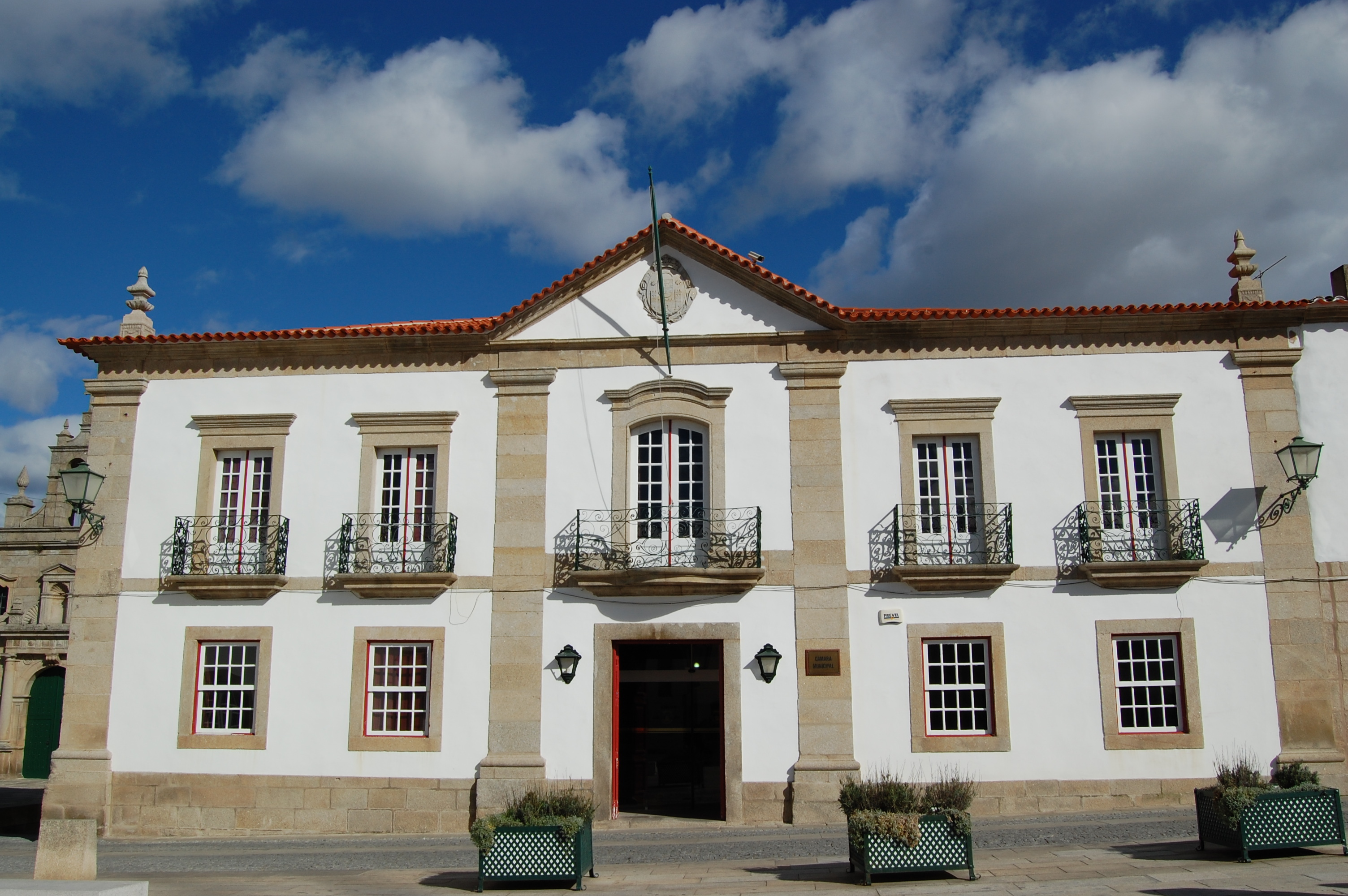
Das Rathaus (Câmara Municipal)

### Kreis Miranda do Douro
Miranda do Douro ist Sitz eines gleichnamigen Kreises mit 6463 Einwohnern (Stand 19. April 2021), der im Norden und Osten an Spanien grenzt. Die Nachbarkreise sind Mogadouro und Vimioso.
Mit der Gebietsreform im September 2013 wurden mehrere Gemeinden zu neuen Gemeinden zusammengefasst, sodass sich die Zahl der Gemeinden von zuvor 17 auf 13 verringerte.
Die folgenden Gemeinden (freguesias) liegen im Kreis Miranda do Douro (in Klammern der Name in mirandesisch):

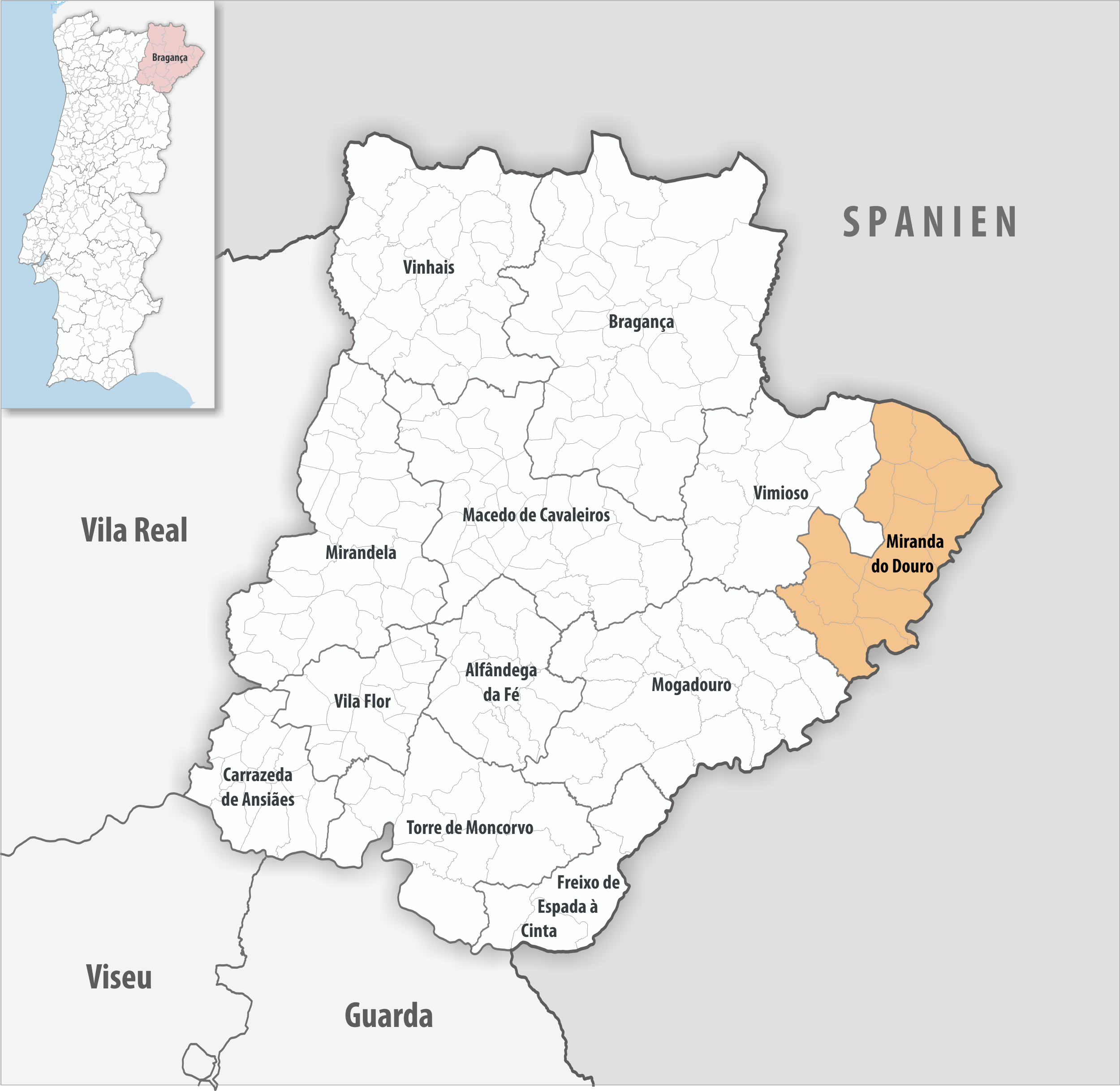
Kreis Miranda do Douro

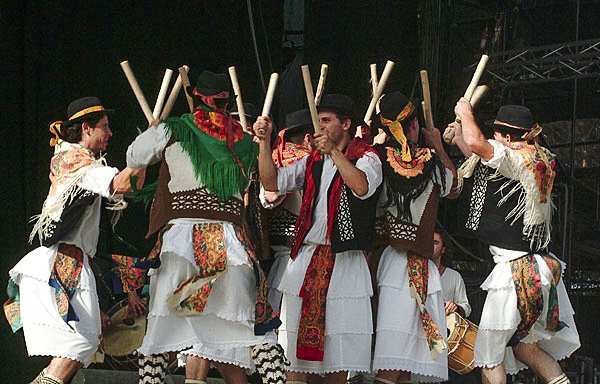
Die traditionellen Stocktänzer, die Pauliteiros de Miranda

| Gemeinde                 | Einwohner (2021) | Fläche km² | Dichte Einw./km² | LAU- Code |
| ------------------------ | ---------------- | ---------- | ---------------- | --------- |
| Constantim e Cicouro     | 153              | 36,33      | 4                | 040618    |
| Duas Igrejas             | 558              | 49,90      | 11               | 040604    |
| Genísio                  | 152              | 29,47      | 5                | 040605    |
| Ifanes e Paradela        | 233              | 44,70      | 5                | 040619    |
| Malhadas                 | 275              | 27,67      | 10               | 040607    |
| Miranda do Douro         | 2.064            | 35,52      | 58               | 040608    |
| Palaçoulo                | 566              | 42,37      | 13               | 040609    |
| Picote                   | 230              | 19,43      | 12               | 040611    |
| Póvoa                    | 164              | 22,54      | 7                | 040612    |
| São Martinho de Angueira | 239              | 36,77      | 6                | 040613    |
| Sendim e Atenor          | 1.240            | 58,93      | 21               | 040620    |
| Silva e Águas Vivas      | 330              | 40,61      | 8                | 040621    |
| Vila Chã de Braciosa     | 259              | 42,94      | 6                | 040616    |
| Kreis Miranda do Douro   | 6.463            | 487,18     | 13               | 0406      |

### Bevölkerungsentwicklung im Kreis
| Einwohnerzahl im Kreis Miranda do Douro (1801–2011) | Einwohnerzahl im Kreis Miranda do Douro (1801–2011) | Einwohnerzahl im Kreis Miranda do Douro (1801–2011) | Einwohnerzahl im Kreis Miranda do Douro (1801–2011) | Einwohnerzahl im Kreis Miranda do Douro (1801–2011) | Einwohnerzahl im Kreis Miranda do Douro (1801–2011) | Einwohnerzahl im Kreis Miranda do Douro (1801–2011) | Einwohnerzahl im Kreis Miranda do Douro (1801–2011) | Einwohnerzahl im Kreis Miranda do Douro (1801–2011) | Einwohnerzahl im Kreis Miranda do Douro (1801–2011) |
| --------------------------------------------------- | --------------------------------------------------- | --------------------------------------------------- | --------------------------------------------------- | --------------------------------------------------- | --------------------------------------------------- | --------------------------------------------------- | --------------------------------------------------- | --------------------------------------------------- | --------------------------------------------------- |
| 1801                                                | 1849                                                | 1900                                                | 1930                                                | 1960                                                | 1981                                                | 1991                                                | 2001                                                | 2004                                                | 2011                                                |
| 7706                                                | 7146                                                | 10.639                                              | 11.272                                              | 18.972                                              | 9948                                                | 8697                                                | 8048                                                | 7707                                                | 7482                                                |

### Städtepartnerschaften
- Spanien: Aranda de Duero
- Frankreich: Orthez
- Spanien: Bimenes[14]

## Söhne und Töchter der Stadt
- Abílio Augusto Vaz das Neves (1894–1974), Bischof von Bragança
- Rui Pereira (* 1956), Politiker (PS)
- Leonel Vieira (* 1969), Filmproduzent und Regisseur